# フランク・シェッツィング
フランク・シェッツィング（Frank Schätzing、1957年5月28日 - ）は、ドイツ・ケルン出身の小説家。

## 経歴
大学でコミュニケーション学を専攻し、大手広告代理店 "INTEVI" でクリエイターとして活躍した後、自身で広告代理店と音楽プロダクションを立ち上げる。
仕事の傍ら小説の執筆を始め、1995年（38歳）、出身地ケルンの中世を舞台とした歴史冒険サスペンス小説『黒のトイフェル』で成功を収める。
2004年に発表した海洋冒険小説『深海のYrr（イール）』は、生物海洋学・地質学・地球物理学などの知識に裏打ちされた優れた描写力が賞賛され、ドイツ国内で200万部以上を売り上げ、27の言語に翻訳されて世界中でベストセラーとなった。ドイツの主要SF賞であるドイツSF大賞とクルト・ラスヴィッツ賞の二冠に輝いたほか、ドイツ・ミステリ大賞を第2位で受賞している（この賞は受賞作として毎年第1位から第3位までの3作品が選出される）。2006年に女優のユマ・サーマンが映画化の権利を買い、2015年に公開予定となっている。

## 作品リスト
| # | 邦題                                  | 原題                                        | 刊行年 | 刊行年月  | 訳者     | 出版社                   | 備考             |
| - | ------------------------------------- | ------------------------------------------- | ------ | --------- | -------- | ------------------------ | ---------------- |
| 1 | 黒のトイフェル                        | Tod und Teufel                              | 1995年 | 2009年2月 | 北川和代 | 早川書房                 |                  |
| 2 | グルメ警部キュッパー                  | Mordshunger                                 | 1996年 | 2008年2月 | 熊河浩   | ランダムハウス講談社文庫 |                  |
| 3 | 砂漠のゲシュペンスト                  | Die dunkle Seite                            | 1997年 | 2009年8月 | 北川和代 | 早川書房                 |                  |
| 4 |                                       | Keine Angst                                 | 1997年 |           |          |                          |                  |
| 5 | 沈黙への三日間                        | Lautlos                                     | 2000年 | 2011年3月 | 北川和代 | 早川書房                 |                  |
| 6 | 深海のYrr                             | Der Schwarm                                 | 2004年 | 2008年4月 | 北川和代 | 早川書房                 |                  |
| 7 | 知られざる宇宙 海の中のタイムトラベル | Nachrichten aus einem unbekannten Universum | 2006年 | 2007年8月 | 鹿沼博史 | 大月書店                 | ノンフィクション |
| 8 | LIMIT                                 | Limit                                       | 2009年 | 2010年6月 | 北川和代 | 早川書房                 |                  |
| 9 | 緊急速報                              | Breaking News                               | 2014年 | 2015年1月 | 北川和代 | 早川書房                 |                  |